# Літопис Грузії (меморіальний комплекс)
Літопис Грузії (у деяких джерелах Хроніки Грузії або Історія Грузії) — пам'ятник, розташований біля Тбіліського моря. Створений Зурабом Церетелі у 1985, але так і не був повністю закінчений. Основна частина комплексу складається з 16 колон заввишки від 30 до 35 метрів. На верхній частині колон зображені королі, королеви та герої Грузії, а на нижній частині зображені сюжети із життя Христа.
Це одна з головних пам'яток Грузії, однак через своє розташування не приваблює великого потоку туристів. У народі монумент прозвали «Грузинським Стоунгенджем» , оскільки монумент «Історія Грузії» вражає своєю масштабністю та нагадує відому англійську пам'ятку. Люди, які побували тут, зазначають, що меморіал вражає своїми розмірами, і фотографії не передають почуття грандіозності та величі споруди.